# Гавриил (Галев)
Митрополит Гавриил (в миру Георгий Галев; 1944, Гырмен — 17 января 2008, Гырмен) — епископ Альтернативного синода Болгарской православной церкви (короткое время был в составе Болгарской православной церкви), митрополит Неврокопский.

## Биография
Родился в селе Гырмен Благоевградской области. Поступил сначала в Софийскую духовную семинарию, а потом — в Софийскую духовную академию Климента Охридского, которую закончил в 1970 году.
В том же году в Рыльском монастыре епископом Драговитийским, игуменом монастыря, Иоанном (Николовым) пострижён в монашество с именем Гавриил, а позднее — рукоположён в иеродиаконский и иеромонашеский сан.
После возникновения в 1992 году раскола в Болгарской Православной Церкви примкнул к «альтернативному» Синоду, и 27 августа 1992 года был хиротонисан во епископа с назначением епископом Стобийским. Рукоположение возглавил ушедший в раскол Неврокопский митрополит Пимен (Энев).
По решению проходившего в Софии Всеправославного Собора 30 сентября — 1 октября 1998 года был принят в каноническое общение с Болгарской Церковью с признанием «по крайнему снизхождению» порлученного в расколе епископоского сана с назначением титулярным епископом Константийским. Но уже в следующим году, часть архиереев вновь вышла из состава Болгарской ПЦ, и организовала альтернативный синод.
Гавриил был избран 26 июня 1999 года митрополитом Неврокопским синодом митрополита Иннокентия после смерти митрополита Пимена. Интересная деталь его возведения в митрополиты в благоевградском Введенском соборе заключается в том, что оно было совершено не архиереями, а местным священством. После окончания раскола в Благоевграде в 2004 году Гавриил не раскаялся и уехал в родное село. Умер в своём родном селе 17 января 2008 года.